# Poul Bjerre
Pour les articles homonymes, voir Bjerre.
Poul Carl Bjerre, né le 24 mai 1876 à Göteborg et mort le 15 juillet 1964 à Vårsta, dans la banlieue de Stockholm, est un médecin  et psychothérapeute suédois, connu pour avoir introduit la psychanalyse en Suède.

## Biographie
Poul Bjerre est le fils d'un commerçant danois, installé pour son négoce sur la côté ouest suédoise. Son frère cadet, Andreas Bjerre (sv), est criminologue, professeur à l'université de Dorpats, en Lituanie. Il se marie en 1905 et perd son épouse l'année suivante. Il fait des études de médecine et reprend, en 1907, le cabinet médical d'Otto Georg Wetterstrand (en) à Stockholm. Celui-ci est un spécialiste renommé de l'hypnose, et Poul Bjerre lui-même pratique l'hypnose, dans le cadre médical.

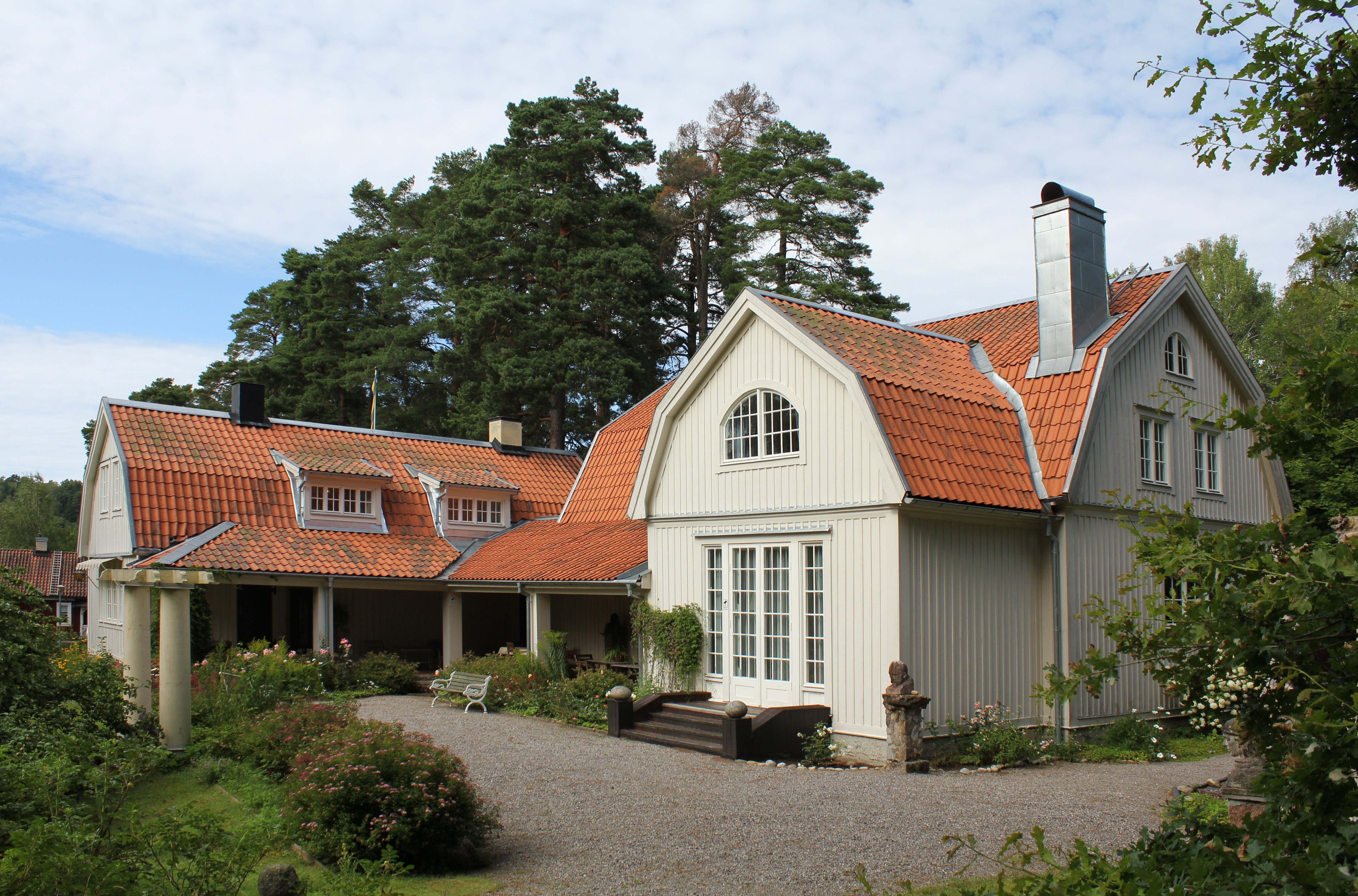
Sa maison à Vårsta

Poul Bjerre est d'abord proche de la psychanalyse, avant de s'en éloigner. Il rencontre Freud à Vienne en décembre 1910, mais leur rencontre est décevante, alors qu'il se rapproche d'Alfred Adler et de Carl Gustav Jung. Il est connu pour avoir introduit la pensée freudienne dans la médecine suédoise, notamment lors d'une conférence qu'il donne en 1911 auprès de l'ordre des médecins suédois, publiée l'année suivante dans la revue médicale Hygiea. 
Bjerre reste critique à l'égard de la psychanalyse et critique ouvertement Freud en 1913, lors du congrès de l'Association psychanalytique internationale de Munich. C'est à l'occasion de ce congrès qu'il présente à Freud Lou Andreas-Salomé, avec laquelle il a eu une liaison de courte durée. Lorsqu'il introduit la psychanalyse en Suède en 1924, à l'occasion de la publication d'un livre, celui-ci contient, outre des textes de Freud, des chapitres consacrés à Carl Jung et Alfred Adler, ainsi qu'une conclusion de lui, dans lequel il envisage l'évolution de la psychanalyse en référence à son propre cheminement professionnel.

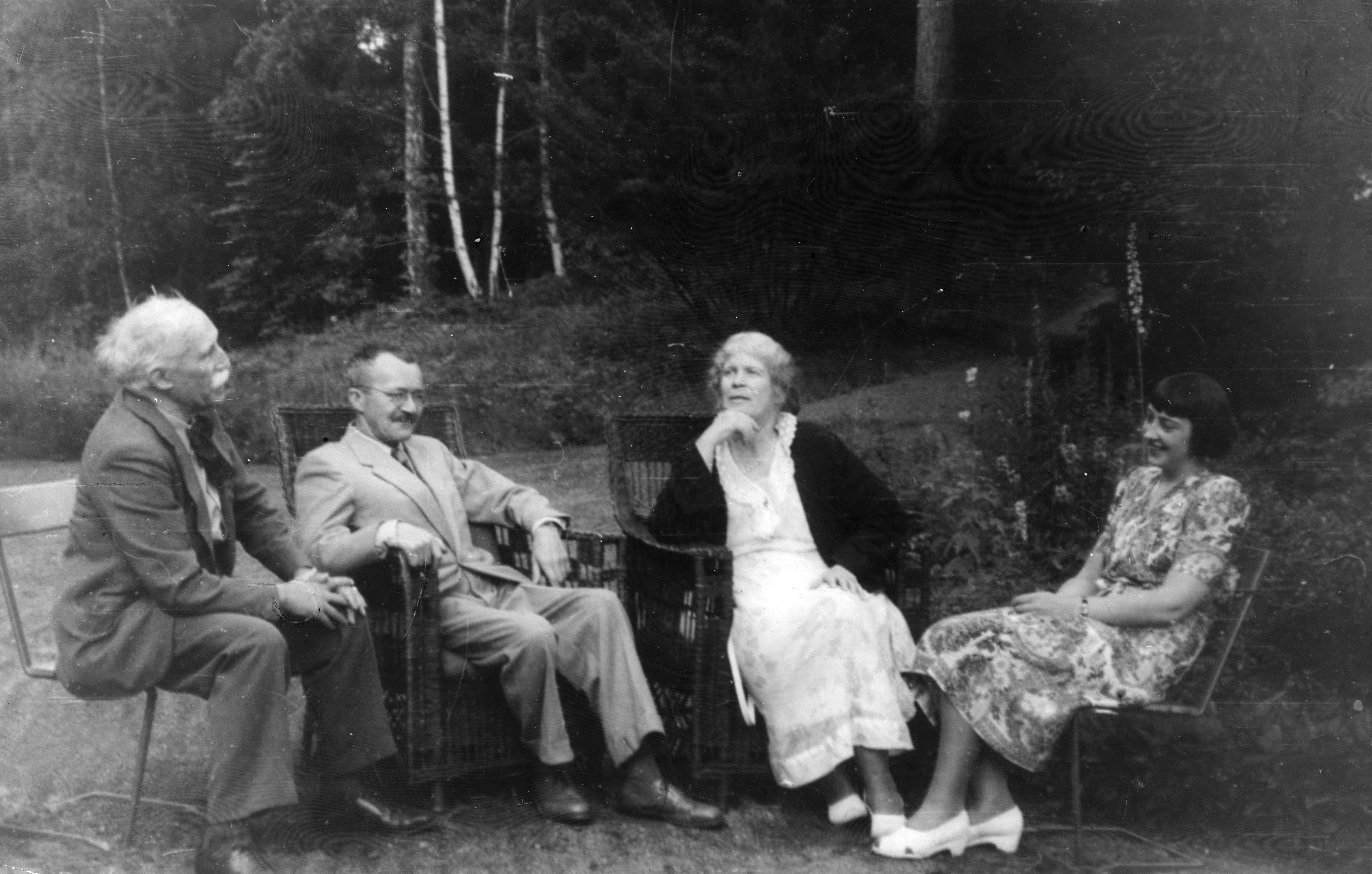
De gauche à droite : Poul Bjerre, Arnulf Øverland, et une femme non identifiée, 1946.

Poul Bjerre est également un ardent défenseur de l'hypnose. Son ouvrage Död och Förnyelse est un livre influent qui a théorisé le cycle récurrent de la mort psychique et du renouveau. Il est l'auteur d'une biographie de Friedrich Nietzsche en 1903, d'une étude d'un industriel suédois, Ivar Kreuger. Sans adhérer aux idées nazies, il s'intéresse au nazisme en tant qu'idéologie et étudie Mein Kampf dans cette perspective, en 1934. Il est également l'auteur d'une correspondance avec Sigmund Freud et Carl Gustav Jung. Il évolue professionnellement en dehors des cercles psychanalytiques finno-suédois et crée une société de psychothérapie. Il estime que la psychanalyse s'appuie trop sur l'analyse des rêves tandis qu'à son sens, le fonctionnement de l'esprit conscient est plus important que celui de l'inconscient. Enfin, il estime que les théorisations freudiennes mettaient trop l'accent sur la sexualité. Il met quant à lui l'accent sur une prise en charge du patient par le psychiatre d'une manière holistique. 
Il meurt à Vårsta, dans le comté de Stockholm, le 15 juillet 1964.

## Publications
- Det Geniala Vansinnet En Studie Till Nietzsches Minne, 1903
- The History and Practice of Psychoanalysis, 1920
- Das Träumen als Heilungsweg der Seele, 1936